# Ctenomys fodax
Туко-туко Лаґо-Бланко (Ctenomys fodax) — вид гризунів родини тукотукових, який відомий тільки по одній місцевості Лаґо-Бланко (ісп. Lago Blanco), провінція Чубут, південна Аргентина. 